# ABC今夜世界新聞
《ABC今夜世界新聞》（英語：ABC World News Tonight）是美國全國電視聯播網之一美國廣播公司（ABC）的旗艦新聞節目。現時其週一至週五主播為大衛·繆爾（David Muir），週六主播是塞西莉亞·維加（Cecilia Vega），週日主播則是湯姆·拉馬斯（Tom Llamas）。
節目連同廣告時段全長三十分鐘。值得留意的是，節目的播出時間因地區而異；ABC的某些地區聯播分台安排於傍晚5:30播放本節目，而其他分台則分別於傍晚6:00及6:30播放本節目。其競爭對手《CBS晚間新聞》及《NBC晚間新聞》亦採用類似安排。
香港的無線電視明珠台曾于2009年6月前播放《ABC世界新闻》，之后由《NBC世界新聞》代替。台灣的中華電視公司（華視）曾於1990年代以《美國ABC英語新聞》為名播放《ABC世界新聞》，全程加註華視自行翻譯的中文字幕。

## 历史
ABC從1953年起製作全國新聞聯播，但多年來收視一直欠佳。ABC遂於1978年改革其新聞部，而全國新聞聯播亦於同年7月10日改稱《今夜世界新聞》（World News Tonight）。經過一連串改革後，節目的收視漸見起色，更開始超越其對手《CBS晚間新聞》及《NBC晚間新聞》。《今夜世界新闻》开播初期，每次新闻有三位主播，分别是华盛顿演播室的首席主播弗兰克·莱纳德、芝加哥的国内新闻主播麦克斯·罗宾逊以及伦敦的国际新闻主播彼得·詹宁斯，另外也会不时播出芭芭拉·沃尔特斯的专题报道及霍华德·K·史密斯的评论。
弗兰克·莱纳德去世后，彼得·詹寧斯於1983年8月9日成為《今夜世界新聞》的首席主播，此后在1984年麦克斯·罗宾逊去世后，彼得·詹宁斯成为《今夜世界新闻》的唯一一个常规主播，直至2005年4月5日因癌病纏身而結束其主播生涯，並於同年8月7日去世。
其後伊丽莎白·瓦加斯和鲍勃·伍德罗弗於2006年1月出任節目的常任主播，然而鲍勃·伍德罗弗於1月尾在伊拉克採訪期間受傷，伊丽莎白·瓦加斯亦於數星期後宣佈其孕訊，查尔斯·吉布森遂從5月29日起取代兩者成為節目的常任主播，節目並於同年7月19日改為《世界新闻》（World News）。節目從2008年8月25日起（即美國民主黨全國代表大會首天）以高清製作。查尔斯·吉布森於2009年12月18日播報完《世界新聞》後正式展開其退休生涯，而黛安·索耶則於12月21日成為該節目的常規主播。
2014年9月1日，ABC新闻杂志节目《20/20》的主播大卫·缪尔出任ABC晚间全国新闻联播的主播，并将《世界新闻》更名为《今夜世界新闻》（World News Tonight）。

## 外部連結
- ABC News: World News（页面存档备份，存于）